# Криптографічний протокол
Криптографі́чний протоко́л (англ. Cryptographic protocol) — це абстрактний чи конкретний протокол, що включає набір криптографічних алгоритмів. В основі протоколу лежить набір правил, що регламентують використання криптографічних перетворень та алгоритмів в інформаційних процесах. 

## Завдання
- Забезпечення різних режимів автентифікації;
- Генерація, розподіл і узгодження криптографічних ключів;
- Захист взаємодій учасників;
- Розподіл відповідальності між учасниками.

### Функції криптографічних протоколів
- Автентифікація джерела даних;
- Автентифікація сторін;
- Конфіденційність даних;
- Неможливість відмови;
- Неможливість відмови з доказом отримання;
- Неможливість відмови з доказом джерела;
- Цілісність даних;
- Забезпечення цілісності з'єднання без відновлення;
- Забезпечення цілісності з'єднання з відновленням;
- Розмежування доступу.

## Вимоги до безпеки протоколу
1. Автентифікація (неширокомовний):
  - автентифікація суб'єкта;
  - автентифікація повідомлення;
  - захист від повтору.
2. Автентифікація при розсилці за багатьма адресами або при підключенні до служби підписки/повідомлення:
  - неявна (прихована) автентифікація одержувача;
  - автентифікація джерела.
3. Авторизація (довіреної третьою стороною);
4. Властивості спільної генерації ключа:
  - автентифікація ключа;
  - підтвердження правильності ключа;
  - захищеність від читання тому;
  - Формування нових ключів;
  - захищена можливість домовитися про параметри безпеки.
5. Конфіденційність;
6. Анонімність:
  - захист ідентифікаторів від прослуховування (незв'язність);
  - захист ідентифікаторів від інших учасників.
7. Обмежена захищеність від атак типу "відмова в обслуговуванні";
8. Інваріантність відправника;
9. Неможливість відмови від раніше вчинених дій:
  - підзвітність;
  - доказ джерела;
  - доказ одержувача.
10. Безпечна тимчасова властивість.

## Класифікація криптографічних протоколів
- Протоколи шифрування/розшифрування (дешифрування)

В основі протоколу цього класу міститься деякий симетричний або асиметричний алгоритм шифрування/дешифрування. Алгоритм шифрування застосовується перед відправленням повідомлення, в результаті чого інформація перетворюється з відкритої форми в зашифровану. У свою чергу, алгоритм дешифрування застосовується після одержання повідомлення, перетворюючи інформацію із зашифрованої форми у відкриту. Таким чином інформація передається між відправником та отримувачем лише у зашифрованому вигляді, забезпечуючи таку вимогу до безпеки протоколу, як конфіденційність.
Для забезпечення цілісності переданих повідомлень симетричні алгоритми шифрування/розшифрування, зазвичай, поєднуються з алгоритмами обчислення імітозахисної вставки (ІЗВ) на передачу та перевірки ІЗВ на прийомі, для чого використовується ключ шифрування. При використанні асиметричних алгоритмів шифрування/розшифрування цілісність забезпечується шляхом створення електронного цифрового підпису (ЕЦП) перед відправленням та його перевірки при отриманні, чим забезпечується також перевірка автентичності прийнятого повідомлення.
- Протоколи електронного цифрового підпису (ЕЦП)

В основі протоколу цього класу міститься певний алгоритм обчислення ЕЦП на передачі за допомогою секретного ключа відправника та перевірки ЕЦП на прийомі з допомогою відповідного відкритого ключа, що витягується з відкритого довідника, але захищеного від модифікацій. У разі позитивного результату перевірки протокол, зазвичай, завершується операцією архівування прийнятого повідомлення, його ЕЦП і відповідного відкритого ключа. Операція архівування може не виконуватися, якщо ЕЦП використовується тільки для забезпечення властивостей цілісності й автентичності отриманого повідомлення, але не безвідмовності. У цьому випадку, після перевірки, ЕЦП може бути знищена відразу або після обмеженого проміжку часу очікування.
- Протоколи ідентифікації/автентифікації

В основі протоколу ідентифікації міститься певний алгоритм перевірки того факту, що ідентифікований об'єкт (користувач, пристрій, процес, …), який пред'явив деяке ім'я (ідентифікатор), знає секретну інформацію, відому тільки заявленому об'єкту, причому метод перевірки є, звичайно, непрямим, тобто без пред'явлення цієї секретної інформації.
Зазвичай з кожним ім'ям (ідентифікатором) об'єкта пов'язується перелік його прав і повноважень у системі, записаний в захищеній базі даних. У цьому випадку протокол ідентифікації може бути розширений до протоколу автентифікації, в якому ідентифікований об'єкт перевіряється на уповноваження до замовленої послуги.
Якщо в протоколі ідентифікації використовується ЕЦП, то роль секретної інформації відіграє секретний ключ ЕЦП, а перевірка ЕЦП здійснюється за допомогою відкритого ключа ЕЦП, знання якого не дозволяє визначити відповідний секретний ключ, але дозволяє переконатися в тому, що він відомий автору ЕЦП.
- Протоколи автентифікованого розподілу ключів

Протоколи цього класу поєднують автентифікацію користувачів з протоколом генерації і розподілу ключів по каналу зв'язку. Протокол має двох або трьох учасників; третім учасником є центр генерації та розподілу ключів (ЦГРК), званий для стислості сервером S.
Протокол складається з трьох етапів, що мають назви: генерація, реєстрація і комунікація.
На етапі генерації сервер S генерує числові значення параметрів системи, в тому числі свій секретний і відкритий ключ.
На етапі реєстрації сервер S ідентифікує користувачів за документами (при особистій явці або через уповноважених осіб), для кожного об'єкта генерує ключову і/або ідентифікаційну інформацію і формує маркер безпеки, що містить необхідні системні константи й відкритий ключ сервера S (при необхідності).
На етапі комунікації реалізується власне протокол автентифікованого ключового обміну, який завершується формуванням спільного сеансового ключа.

## Різновиди атак на протоколи
- Атаки, спрямовані проти криптографічних алгоритмів;
- Атаки проти криптографічних методів, що застосовуються для реалізації протоколів;
- Атаки проти самих протоколів (активні або пасивні).